# Ovruci
Ovruci (în ucraineană Овруч) este orașul raional de reședință al raionului Ovruci din regiunea Jîtomîr, Ucraina. În afara localității principale, nu cuprinde și alte sate.

## Demografie
Componența lingvistică a orașului Ovruci
     Ucraineană (89,76%)
     Rusă (9,4%)
     Alte limbi (0,76%)
Conform recensământului din 2001, majoritatea populației orașului Ovruci era vorbitoare de ucraineană (89,76%), existând în minoritate și vorbitori de rusă (9,4%).